# Samuel Wesley Stratton

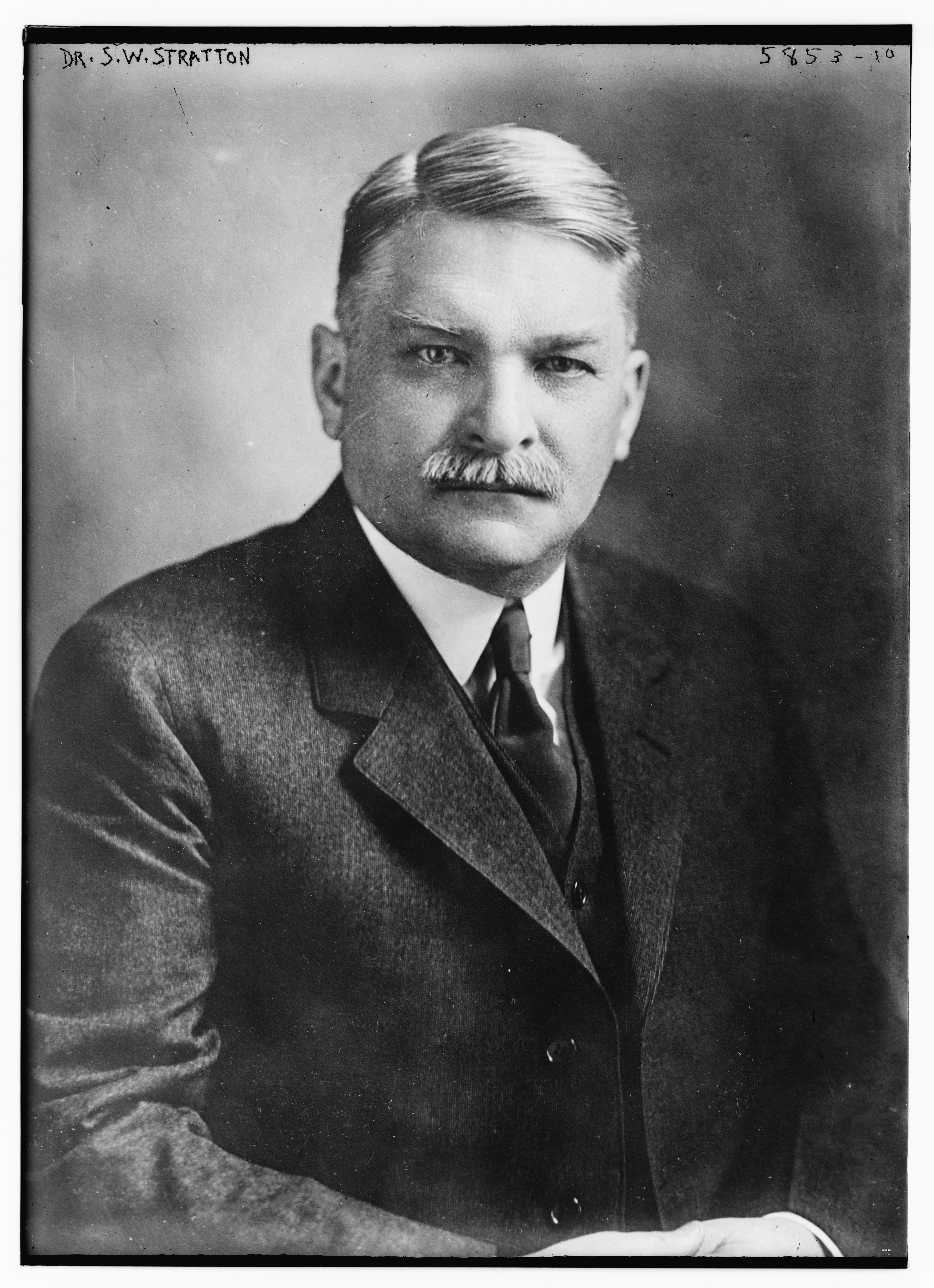
Samuel Wesley Stratton

Samuel Wesley Stratton (* 18. Juli 1861 in Litchfield, Illinois; † 18. Oktober 1931 in Boston, Massachusetts) war ein US-amerikanischer Physiker und Hochschulpräsident (Massachusetts Institute of Technology, MIT).
Stratton war Gründungsdirektor des National Bureau of Standards (NBS, heute National Institute of Standards and Technology, NIST) und machte sich um die Metrologie und die Einführung von Standards und Normen in die technische Praxis in den Vereinigten Staaten verdient.

## Leben und Wirken
Stratton studierte ab 1880 an der Illinois Industrial University (heute University of Illinois), wo er 1886 einen Bachelor in Maschinenbau erwarb, aber bereits ab 1885 Vorlesungen in Mathematik und Physik hielt. 1890 erhielt er eine dort eine erste Professur (Assistant Professor) für Physik, 1891 eine ordentliche Professur. 1892 wechselte er an die University of Chicago, wo er unter dem späteren Nobelpreisträger Albert A. Michelson Assistant Professor war und ab 1898 eine ordentliche Professur innehatte. Ab 1899 bereitete Stratton in Washington, D.C., zunächst für das National Geodetic Survey ein Labor zur Standardisierung von Messverfahren vor. Die daraus folgende Gründung des National Bureau of Standards (NBS, heute National Institute of Standards and Technology, NIST) stellte sich zunächst als schwierig dar, gelang aber schließlich durch die politische Unterstützung des damaligen Finanzministers Lyman J. Gage und dessen hohen Beamten Frank Vanderlip.
US-Präsident William McKinley ernannte Stratton zum ersten Präsidenten des NBS. Stratton blieb bis 1922 in dieser Position. Unter seiner Führung entwickelte sich das NBS zu einer Einrichtung der Grundlagenforschung im Bereich von Optik, Elektrizität, Funktechnik, Chemie und Materialkunde. Das Institut vergab in Zusammenarbeit mit verschiedenen Universitäten Doktorgrade. Zu den zahlreichen Mitarbeitern des NBS zählten John Howard Dellinger, William Frederick Meggers und Lyman Briggs.
1923 wurde Stratton Präsident des Massachusetts Institute of Technology (MIT). 1930 wurde er Chairman der MIT Corporation; sein Nachfolger als Präsident war Karl Taylor Compton.
Samuel Stratton war unverheiratet und hatte keine Kinder. Sein Grab befindet sich auf dem Mountain View Cemetery in Altadena, Kalifornien.

## Auszeichnungen (Auswahl)
- 1904 Mitglied der American Philosophical Society[2]
- 1906 Fellow der American Association for the Advancement of Science
- 1912 Elliott-Cresson-Medaille des Franklin Institute[3]
- 1917 Mitglied der National Academy of Sciences[4]
- 1917 Public Welfare Medal der National Academy of Sciences[5]
- 1923 Mitglied der American Academy of Arts and Sciences[6]

Stratton hielt mehrere Ehrendoktorate (darunter University of Illinois 1903, University of Pittsburgh 1903, University of Cambridge 1909, Yale University 1919, Harvard University 1923, Rensselaer Polytechnic Institute 1924) und war Offizier der Ehrenlegion. Das National Institute of Standards and Technology vergibt seit 1962 einen Samuel Wesley Stratton Award.